# گولیاته
گولیاته (به لهستانی: Goliaty) یک روستا در لهستان است که در گمینا لوبوویز واقع شده‌است.